# Condylocarpon amazonicum
Condylocarpon amazonicum är en oleanderväxtart som först beskrevs av Markgraf, och fick sitt nu gällande namn av Adolpho Ducke. Condylocarpon amazonicum ingår i släktet Condylocarpon och familjen oleanderväxter. Inga underarter finns listade i Catalogue of Life.